# Zonă locuibilă circumstelară

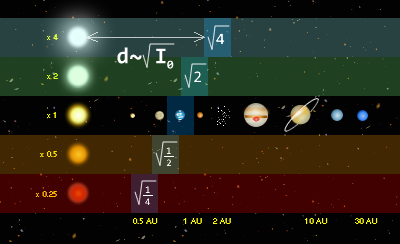
Zone locuibile (Pământul în mijloc), în dependență de tipul stelei

Zonă locuibilă circumstelară (abreviat ZLC; sau pur și simplu Zonă locuibilă) este un termen astronomic, o regiune condiționată în spațiu, definită pe baza condițiilor de pe suprafața planetelor care se includ în această zonă. Astfel, acestea trebuie să fie apropiate de cele terestre, pentru a asigura existența apei în stare lichidă. În consecință, aceste planete și sateliți ar fi favorabili apariției vieții similare cu cea de pe Pământ.
Trebuie remarcat faptul că prezența unei planete în zona locuibilă și favorabilitatea pentru viață nu sunt în mod necesar legate: prima caracteristică descrie condițiile din sistemul solar ca un tot întreg, iar a doua, doar de pe suprafața unui corp ceresc.
În spațiu, cea mai mare probabilitate a existenței unor forme de viață este în zona locuibilă din jurul stelei și în zona locuibilă a galaxiei (Zona locuibilă galactică), însă studiile în domeniul acestei ultime zone sunt încă în fază incipientă.
În literatura engleză, ZLC mai este numită și Zona Goldilocks (după povestea Goldilocks and the Three Bears (?)). De obicei, pentru a fi în zona locuibilă, o planetă nu trebuie să fie nici prea departe de stea, nici prea aproape de ea, ci la o distanță anumită, cea "corectă".
La data de 4 noiembrie 2013, astronomii americani au declarat, pe baza datelor misiunii Kepler, că ar putea exista peste 40 de miliarde de exoplanete de dimensiunea Pământului care orbitează în zonele locuibile ale "stelelor-soare" și stelelor pitice roșii din Calea Lactee. 11 miliarde dintre aceste planete se estimează că orbitează în jurul unor stele identice soarelui din sistemul nostru solar.
Cea mai apropiată planetă de acest fel ar putea fi la o depărtare de 12 ani-lumină, potrivit oamenilor de știință. În "Zona locuibilă" un interes deosebit se acordă noilor domenii privind locuirea sateliților naturali, deoarece exolunile din ZLC s-ar putea să fie mai numeroase decât planetele.

## Veziși
- Principiul Goldilocks